# 712-й истребительно-противотанковый артиллерийский полк
Не следует путать с 712-м артиллерийским полком противотанковой обороны 1-й артиллерийской бригады противотанковой обороны 
712-й истребительно-противотанковый артиллерийский полк — воинское подразделение Вооружённых Сил СССР в Великой Отечественной войне.

## История
Полк формировался в феврале-марте 1942 года в Приволжском военном округе как 712-й артиллерийский полк противотанковой обороны, в мае 1942 года переименован в 712-й лёгкий артиллерийский полк, в июле 1942 в 712-й истребительно-противотанковый артиллерийский полк
В составе действующей армии с 14.04.1942 по 12.09.1942 и с 22.09.1942 по 09.05.1945 года.
В апреле 1942 года направлен на рубеж реки Свирь, где держал оборону до осени 1942 года, после чего переброшен на Калининский фронт, где впервые принял участие в боях под городом Торопец, затем под городами Велиж и Демидов
В  мае 1943 года полк вошёл в состав 17-й истребительно-противотанковой артиллерийской бригады
Затем принял участие в Смоленской наступательной операции. В августе 1943 года отражает тяжёлые танковые контратаки в районе Рытвино, Плющево, Кривцы, в сентябре 1943 года отличился в тяжёлых боях на окраинах Духовщины
Участвует в конце 1943 года в Невельско-Городокской операции. 06.10.1943 года в составе армейской подвижной группы вырвался далеко вперёд и перерезал шоссейную дорогу Невель — Городок — Витебск, где отражал контратаки врага.
Вёл бои на шоссе на Полоцк — Витебск в районе деревни Филипенка.
В 1944 году принял участие в операции «Багратион», участвовал в освобождении Полоцка, 27.06.1944 года вошёл в состав армейской подвижной группы, в составе группы ворвался в город Лепель, в боях за город уничтожил десять вражеских танков. затем продолжил наступление в направлении Прибалтики. Участвовал в освобождении Каварскаса и Рамигалы.
С тяжёлыми боями продвигался по Прибалтике, 04—08.08.1944 ведёт бои под Биржаем, с 17.08.1944 года участвует в так называемом «шяуляйском танковом побоище», находясь на оборонительных позициях к северу от Шяуляя и отражая многочисленные атаки вражеских танков. После этого вёл бои под Жагаре.
Затем принял участие в Рижской и Мемельской наступательных операциях, принимал участие в освобождении Паланги. В 1945 году вёл бои по ликвидации Курляндской группировки войск противника, принимал участие во взятии Кёнигсберга

## Полное наименование
- 712-й артиллерийский полк противотанковой обороны
- 712-й лёгкий артиллерийский полк
- 712-й истребительно-противотанковый артиллерийский полк

## Подчинение
| Дата            | Фронт (округ)             | Армия                 | Корпус                   | Дивизия | Бригада                                                   | Примечания |
| --------------- | ------------------------- | --------------------- | ------------------------ | ------- | --------------------------------------------------------- | ---------- |
| 01.02.1942 года | Приволжский военный округ | -                     | -                        | -       | -                                                         | -          |
| 01.03.1942 года | Приволжский военный округ | -                     | -                        | -       | -                                                         | -          |
| 01.04.1942 года | Резерв Ставки ВГК         | -                     | -                        | -       | -                                                         | -          |
| 01.05.1942 года | -                         | 7-я отдельная армия   | -                        | -       | -                                                         | -          |
| 01.06.1942 года | -                         | 7-я отдельная армия   | -                        | -       | -                                                         | -          |
| 01.07.1942 года | -                         | 7-я отдельная армия   | -                        | -       | -                                                         | -          |
| 01.08.1942 года | -                         | 7-я отдельная армия   | -                        | -       | -                                                         | -          |
| 01.09.1942 года | -                         | 7-я отдельная армия   | -                        | -       | -                                                         | -          |
| 01.10.1942 года | Калининский фронт         | 39-я армия            | -                        | -       | -                                                         | -          |
| 01.11.1942 года | Калининский фронт         | 39-я армия            | -                        | -       | -                                                         | -          |
| 01.12.1942 года | Калининский фронт         | 39-я армия            | -                        | -       | -                                                         | -          |
| 01.01.1943 года | Калининский фронт         | 39-я армия            | -                        | -       | -                                                         | -          |
| 01.02.1943 года | Калининский фронт         | 39-я армия            | -                        | -       | -                                                         | -          |
| 01.03.1943 года | Калининский фронт         | 39-я армия            | -                        | -       | -                                                         | -          |
| 01.04.1943 года | Калининский фронт         | 39-я армия            | -                        | -       | -                                                         | -          |
| 01.05.1943 года | Калининский фронт         | 39-я армия            | -                        | -       | -                                                         | -          |
| 01.06.1943 года | Калининский фронт         | -                     | -                        | -       | 17-я истребительно-противотанковая артиллерийская бригада | -          |
| 01.07.1943 года | Калининский фронт         | -                     | -                        | -       | 17-я истребительно-противотанковая артиллерийская бригада | -          |
| 01.08.1943 года | Калининский фронт         | 39-я армия            | -                        | -       | 17-я истребительно-противотанковая артиллерийская бригада | -          |
| 01.09.1943 года | Калининский фронт         | 39-я армия            | -                        | -       | 17-я истребительно-противотанковая артиллерийская бригада | -          |
| 01.10.1943 года | Калининский фронт         | 4-я ударная армия     | -                        | -       | 17-я истребительно-противотанковая артиллерийская бригада | -          |
| 01.11.1943 года | 1-й Прибалтийский фронт   | 4-я ударная армия     | -                        | -       | 17-я истребительно-противотанковая артиллерийская бригада | -          |
| 01.12.1943 года | 1-й Прибалтийский фронт   | -                     | -                        | -       | 17-я истребительно-противотанковая артиллерийская бригада | -          |
| 01.01.1944 года | 1-й Прибалтийский фронт   | 4-я ударная армия     | -                        | -       | 17-я истребительно-противотанковая артиллерийская бригада |            |
| 01.02.1944 года | 1-й Прибалтийский фронт   | 4-я ударная армия     | -                        | -       | 17-я истребительно-противотанковая артиллерийская бригада |            |
| 01.03.1944 года | 1-й Прибалтийский фронт   | 43-я армия            | -                        | -       | 17-я истребительно-противотанковая артиллерийская бригада | -          |
| 01.04.1944 года | 1-й Прибалтийский фронт   | 43-я армия            | -                        | -       | 17-я истребительно-противотанковая артиллерийская бригада | -          |
| 01.05.1944 года | 1-й Прибалтийский фронт   | 43-я армия            | -                        | -       | 17-я истребительно-противотанковая артиллерийская бригада | -          |
| 01.06.1944 года | 1-й Прибалтийский фронт   | 43-я армия            | -                        | -       | 17-я истребительно-противотанковая артиллерийская бригада | -          |
| 01.07.1944 года | 1-й Прибалтийский фронт   | 43-я армия            | -                        | -       | 17-я истребительно-противотанковая артиллерийская бригада | -          |
| 01.08.1944 года | 1-й Прибалтийский фронт   | 43-я армия            | -                        | -       | 17-я истребительно-противотанковая артиллерийская бригада | -          |
| 01.09.1944 года | 1-й Прибалтийский фронт   | 51-я армия            | -                        | -       | 17-я истребительно-противотанковая артиллерийская бригада | -          |
| 01.10.1944 года | 1-й Прибалтийский фронт   | 51-я армия            | -                        | -       | 17-я истребительно-противотанковая артиллерийская бригада | -          |
| 01.11.1944 года | 1-й Прибалтийский фронт   | 6-я гвардейская армия | -                        | -       | 17-я истребительно-противотанковая артиллерийская бригада | -          |
| 01.12.1944 года | 1-й Прибалтийский фронт   | 6-я гвардейская армия | -                        | -       | 17-я истребительно-противотанковая артиллерийская бригада | -          |
| 01.01.1945 года | 1-й Прибалтийский фронт   | 6-я гвардейская армия | -                        | -       | 17-я истребительно-противотанковая артиллерийская бригада | -          |
| 01.02.1945 года | 1-й Прибалтийский фронт   | 6-я гвардейская армия | -                        | -       | 17-я истребительно-противотанковая артиллерийская бригада | -          |
| 01.03.1945 года | 2-й Прибалтийский фронт   | 6-я гвардейская армия | -                        | -       | 17-я истребительно-противотанковая артиллерийская бригада | -          |
| 01.04.1945 года | Ленинградский фронт       | 6-я гвардейская армия | Курляндская группа войск | -       | 17-я истребительно-противотанковая артиллерийская бригада | -          |
| 01.05.1945 года | Ленинградский фронт       | 67-я армия            | Курляндская группа войск | -       | 17-я истребительно-противотанковая артиллерийская бригада | -          |

## Командиры
- Теплинский А.М., полковник.
- Шакун К.Т. , майор. 1945г

## Воины полка
| Награда | Ф.И.О.                      | Должность        | Звание          | Дата награждения | Примечания                                                                   |
| ------- | --------------------------- | ---------------- | --------------- | ---------------- | ---------------------------------------------------------------------------- |
|         | Каирбаев, Махмет Каирбаевич | Командир батареи | Капитан         | 24.03.1945       | впоследствии председатель Павлодарского областного Совета народных депутатов |
|         | Сазонов, Николай Архипович  | Командир орудия  | старший сержант | 24.03.1945       |                                                                              |

## Память
- 76-мм пушка № 11512 (ЗИС-3) Героя Советского Союза Н.А. Сазонова является экспонатом Музея артиллерии и инженерных войск в Санкт-Петербурге.
- Мундир Героя Советского Союза М.К.Каирбаева и его пушка, являются экспонатами Павлодарского областного музея.